# 瑞尼亚克
瑞尼亚克（法語：Juignac，法語發音：[ʒɥiɲak]）是法国夏朗德省的一个市镇，位于该省南部，属于昂古莱姆区。

## 地理
瑞尼亚克（45°22'41"N, 0°9'49"E）面积24.18 平方千米，位于法国新阿基坦大区夏朗德省，该省份为法国西部内陆省份，北起德塞夫勒省和维埃纳省，东临上维埃纳省，东南至多尔多涅省，南至多爾多涅省，西接滨海夏朗德省。
与瑞尼亚克接壤的市镇（或旧市镇、城区）包括：蒙蒂尼亚克勒科克、皮亚克、萨勒拉瓦莱特、博尔、蒙莫罗。

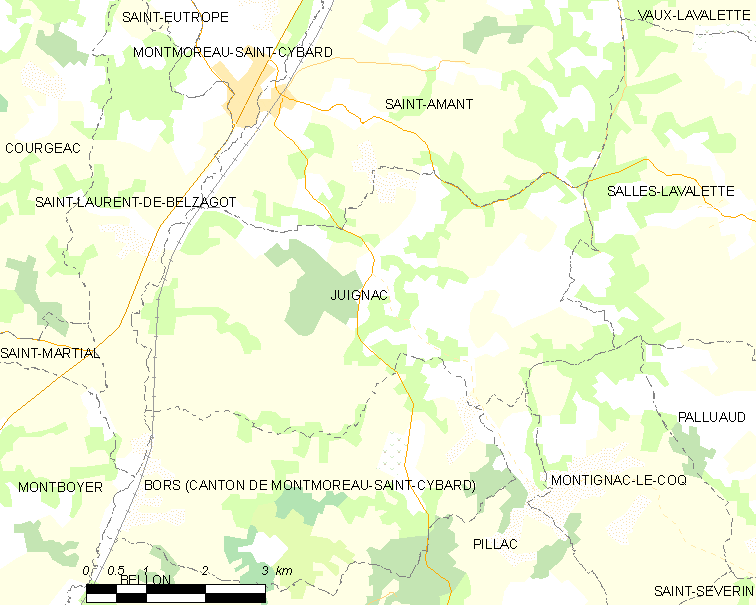
瑞尼亚克的OSM定位图

瑞尼亚克的时区为UTC+01:00、UTC+02:00（夏令时）。

## 行政
瑞尼亚克的邮政编码为16190，INSEE市镇编码为16170。

## 政治
瑞尼亚克所属的省级选区为蒂德-拉瓦莱特县。

## 人口

1962-2008年间瑞尼亚克人口变化图示

瑞尼亚克于2022年1月1日时的人口数量为392人。